# Опер за викликом
«Опер за викликом» (рос. Опер по вызову) — російськомовний телесеріал українського виробництва у жанрі пригодницького детектива. Серіал розповідає про роботу Департаменту кримінальної розвідки.
Прем'єра першого сезону серіалу відбулась 12 березня 2018 року на каналі «2+2». Повторні покази транслювались з українським дубляжем на тому ж каналі.
20 березня стало відомо, що прем'єра 6 сезону відбулася на латвійському телеканалі «TV3 PLUS» о 18:25.

## Опис серіалу
«Опер за викликом» — це гостросюжетний серіал про кмітливого, харизматичного досвідченого капітана Артема Трофимова. Трагічна загибель нареченої докорінно змінює його життя, бажання покарати вбивцю приводить його до Департаменту кримінальної розвідки. Працюючи під прикриттям в Музеї міліції Артем розплутує надскладні кримінальні головоломки вдаючись до маніпуляцій, шпигунства та майстерності перевтілень. Допомагають Трофимову психолог-криміналіст Лідія, аналітик Славко, знавець зброї та єдиноборств Роман і начальник ДКР на прізвисько «Дід».

## У ролях
| Герой          | Актор                    | Український дубляж                                     |
| -------------- | ------------------------ | ------------------------------------------------------ |
| Артем Трофимов | Павло Вишняков           | Андрій Твердак (1-5 сезони) Андрій Мостренко (6 сезон) |
| Лідія          | Слава Красовська         | Катерина Буцька                                        |
| Дід            | Олександр Ігнатуша       | Олег Лепенець                                          |
| Бухгалтер      | Валентина Іщенко         | Ольга Радчук                                           |
| Роман          | Олександр Пожарський     | Роман Чорний                                           |
| Славко         | Артем Мартинішин         | Олександр Погребняк                                    |
| Ганна          | Марія Пашкурова-Петренко | Наталя Романько-Кисельова                              |
| Вахтер         | Василь Чорношкур         |                                                        |
| Софі           | Анастасія Ровінська      | Олена Яблочна                                          |

## Епізодичні ролі
| Герой             | Актор               |
| ----------------- | ------------------- |
| Охоронець Лаврова | Дмитро Меленевський |

## Виробництво
Зйомки першого сезону проходили у Києві та розпочалися у жовтні 2017 року. Четвертий сезон серіалу «Опер за викликом» стартував 4 лютого 2019 року.